# Berner (adelsslægt)
 For alternative betydninger, se Berner. (Se også artikler, som begynder med Berner)
Berner er en dansk brevadelsslægt, hvis stamfader, konferensråd og deputeret i Rentekammeret, Alexander Berner (1706-1785) den 5. april 1780 blev adlet med flg. våben:
Tre røde kugler i sølv, på hjelmen en krone, hjelmdækket rødt og sølv.
Hans sønesøns søn, kammerherre, ritmester Gustav Alexander Berner (1823-1889), der 1853 ægtede baronesse Sophie Magdalene Holsten, fra 1859 besidderinde af det von Schilden-jyske Fideikommis (se Clausholm), fik ved patent af 11. juni 1860 tilladelse til at føre slægten Schildens navn og våben sammen med sit eget og blev, efter at hustruen yderligere havde tiltrådt besiddelsen af Baroniet Holstenshus, 20. oktober 1880 optaget i friherrestanden som baron Berner-Schilden-Holsten med tilladelse til yderligere at føre det Holsten'ske våben. Dette ægtepars søn var kammerherre, hofjægermester, baron Adam Christopher Berner-Schilden-Holsten (1855-1927). En kgl. resolution af 5. februar 1887 begrænser fornævnte patent til kun at gælde besidderen af baroniet og nærmeste successor, medens den øvrige slægt kun skal føre det Berner'ske navn og våben. Hans ældste søn, hofjægermester, baron Hans Heinrich Adam Berner-Schilden-Holsten (1881-1967) har offentliggjort en interessant afhandling om Clausholm (1911) samt udgivet tabeller over danske herregårdes ejere.